# لیستنر پیر لوئیس
لیستنر پیر لوئیس (انگلیسی: Listner Pierre-Louis؛ زادهٔ ۳۱ ژانویهٔ ۱۹۸۹) بازیکن فوتبال اهل فرانسه است.
از باشگاه‌هایی که در آن بازی کرده‌است می‌توان به باشگاه فوتبال ونس اشاره کرد.
وی همچنین در تیم ملی فوتبال هائیتی بازی کرده‌است.